# Agraecina
Agraecina is een geslacht van spinnen uit de familie bodemzakspinnen (Liocranidae).

## Soorten
De volgende soorten zijn bij het geslacht ingedeeld:
- Agraecina canariensis Wunderlich, 1992
- Agraecina cristiani (Georgescu, 1989)
- Agraecina hodna Bosmans, 1999
- Agraecina lineata (Simon, 1878)
- Agraecina rutilia (Simon, 1897)